# Passau Hauptbahnhof
Passau Hauptbahnhof – główny dworzec kolejowy w Pasawie, w kraju związkowym Bawaria, w Niemczech.